# مایکل شوتز (بازیکن فوتبال، زاده ۱۹۸۹)
مایکل شوتز (انگلیسی: Michael Schulze؛ زادهٔ ۱۳ ژانویهٔ ۱۹۸۹) بازیکن فوتبال اهل آلمان است.
از باشگاه‌هایی که در آن بازی کرده‌است می‌توان به باشگاه فوتبال انرژی کوتبوس، باشگاه فوتبال کایزرسلاوترن، و باشگاه فوتبال وولفسبورگ اشاره کرد.